# Cucudeta
Cucudeta es un género de arañas araneomorfas de la familia Salticidae. Se encuentra en Papúa Nueva Guinea.   

## Lista de especies
Según The World Spider Catalog 12.5:
- Cucudeta gahavisuka Maddison, 2009
- Cucudeta uzet Maddison, 2009
- Cucudeta zabkai Maddison, 2009